# 曹唐
曹唐（？—？），字堯賓，唐朝桂州臨桂縣（今廣西桂林）人。
早年為道士，工於文章诗賦，後還俗。進士久不第，善作《游仙詩》逾百首，“专借古仙会聚离别之事”，人稱“游仙”。唐宋時期，“京城咸颂曹唐游仙诗”。後擔任容州、邵州、池州諸府從事。大和年間進士及第，曾官起居舍人。咸通年間，以暴疾卒於佛舍。《全唐诗》录其《小游仙》诗97首，而《大游仙》存17首。有《曹从事诗集》1卷傳世。